# Дангме (мова)
Дангме — мова, що належить до нігеро-конголезької макросімʼї, сімʼї ква. Поширена в Гані (області Східна, Велика Аккра та Вольта). Вивчається в школах.

## Писемність
Мова дангме має абетку на основі латиниці, яка була введена в 1966 році.
| A a | B b | D d | E e | Ɛ ɛ | F f | G g | Gb gb | H h | I i | J j  | K k | Kp kp | L l | M m | N n |
| --- | --- | --- | --- | --- | --- | --- | ----- | --- | --- | ---- | --- | ----- | --- | --- | --- |
| /a/ | /b/ | /d/ | /e/ | /ɛ/ | /f/ | /g/ | /ɡ͡b/  | /h/ | /i/ | /d͡ʒ/ | /k/ | /k͡p/  | /l/ | /m/ | /n/ |

| Ny ny | Ŋ ŋ | Ŋm ŋm | O o | Ɔ ɔ | P p | S s | T t | Ts ts | U u | V v | W w | Y y | Z z |
| ----- | --- | ----- | --- | --- | --- | --- | --- | ----- | --- | --- | --- | --- | --- |
| /ɲ/   | /ŋ/ | /ŋm/  | /o/ | /ɔ/ | /p/ | /s/ | /t/ | /t͡ʃ/  | /u/ | /v/ | /w/ | /j/ | /z/ |

- Носові голосні передаються написанням тильди (◌̃) на відповідною буквою для голосного: ã [ã], ɛ̃ [ɛ̃], ĩ [ĩ], ɔ̃ [ɔ̃], ũ [ũ]. Звуки [e] і [o] носовими бути не можуть.
- Тони передаються шляхом простановки над буквами для голосних діакритичних знаків: акут (´) — високий тон; макрон (̄) — середній; гравіс (`) — низький. Спадаючий тон позначається написанням знаку оклику ! після букви для голосного. Тони часто не записують.